# نبرد موته
جنگ مؤته (به عربی: مَعْرَکَة مُؤْتَة یا غَزْوَة مُؤْتَة) جنگی بود که در سال ۶۲۹ میلادی (۵ جمادی‌الاول ۸ قمری)، در نزدیکی شهر مؤته، بین مسلمانان و سپاهی از امپراتوری روم شرقی درگرفت، طبق منابع امپراتوری بیزانس مسلمانان قصد داشتند در روز عید به روم حمله کنند که امپراتوری روم شرقی از قصد آن‌ها با خبر شد و ارتشی از نیروهای پادگان‌ها جمع کرد. مسلمان‌ها بعد از دیدن بزرگی سپاه روم به روستای موته در جنوب عقب‌نشینی کردند و درگیری در آن‌جا آغاز شد و نیروهای غسانیان (وابسته به امپراتوری روم) توانستند مسلمانان را مجبور به عقب‌نشینی کنند.
طبق منابع اسلامی بعد از کشته شدن سه فرمانده مسلمانان فرماندهی به خالد بن ولید واگذار شد.

## پیشینه
محمد در سال هفتم هجرت، نامه‌ای به فرمان‌روای مرزی شام که از سوی امپراتور روم برگزیده می‌شد، نوشت. وقتی سفیر محمد به دهکده مؤتة رسید، مأموران مرزی او را دستگیر کردند و کشتند. خبر کشته شدن سفیر مدتی بعد به محمد رسید.
محمد در سال هشتم هجرت، گروهی از آموزگاران قرآن را برای آموزش قرآن به سرزمین مؤته فرستاد. آموزگاران قرآن با مخالفت ناگهانی برخی از اهالی آن سرزمین روبه‌رو شدند و همه ایشان جز یک‌تن کشته شد. این خبر نیز به محمد رسید.

### اختلاف نظر شیعه و سنی در ترتیب نام فرماندهان این سریه
در روایات اهل سنت آمده‌است که محمد گفت: زید بن حارثه فرمانده مردم است، اگر زید کشته شد جعفر بن ابی طالب فرمانده خواهد بود، و اگر جعفر کشته شد عبدالله بن رواحه فرمانده خواهد بود، و اگر عبدالله بن رواحه کشته شد مسلمانان از میان خود مردی را برگزینند و فرمانده خویش کنند.
در منابع شیعه آمده که محمد برای گرفتن انتقام کشته شدگان، سپاهی ۳۰۰۰ نفری گرد آورد و فرماندهی آن را به جعفر بن ابی طالب سپرد و گفت اگر جعفر کشته شود، زید بن حارثه فرمانده سپاه خواهد بود و اگر او نیز کشته شود، عبدالله بن رواحه فرمانده خواهد بود. در جریان نبرد هر سه نفر در روز نخست کشته شدند.
محمد سپاه را تا نقطه‌ای به نام ثنیةالوداع همراهی کرد.

### نصیحت محمد به سپاهیان[نیازمند منبع]
چون سپاهیان قصد حرکت از مدینه کردند محمد برای آنها خطبه ایراد کرد و چند نکته را به آنها سفارش کرد:
1. ضمن توصیه به تقوی الهی، از ایشان خواست تا در برخورد با مشرکان، قبل از جنگ سه پیشنهاد بدهند:
  1. آنها را به پذیرش اسلام دعوت کنید و اگر پذیرفتند از آنها بخواهید تا به مدینه هجرت کنند
  2. اگر نپذیرفتند مهاجرت کنند و در سرزمین خود باقی ماندند، برای آنها از فیء و غنائم سهمی نباشد مگر آنکه در کنار شما جهاد کنند.
  3. اگر اسلام را نپذیرفتند، به قبول جزیه دعوتشان کنید؛ و اگر نپذیرفتند و از راه دشمنی با شما وارد شدند، با استعانت از خدا با آنها بجنگید.
2. اگر به کسی امان دادید از سمت خودتان باشد و نه خدا و رسول خدا، چرا که اگر امان آنها شکسته شد خدا و رسول خدا را تحقیر می‌کنید.
3. به افرادی که در صومعه‌ها زندگی می‌کنند آسیبی نرسانید.
4. معترض زنان و کودکان و پیرها نشوید.
5. هیچ درختی را قطع نکنید.
6. هیچ خانه‌ای را خراب نکنید.

## رویدادهای نبرد

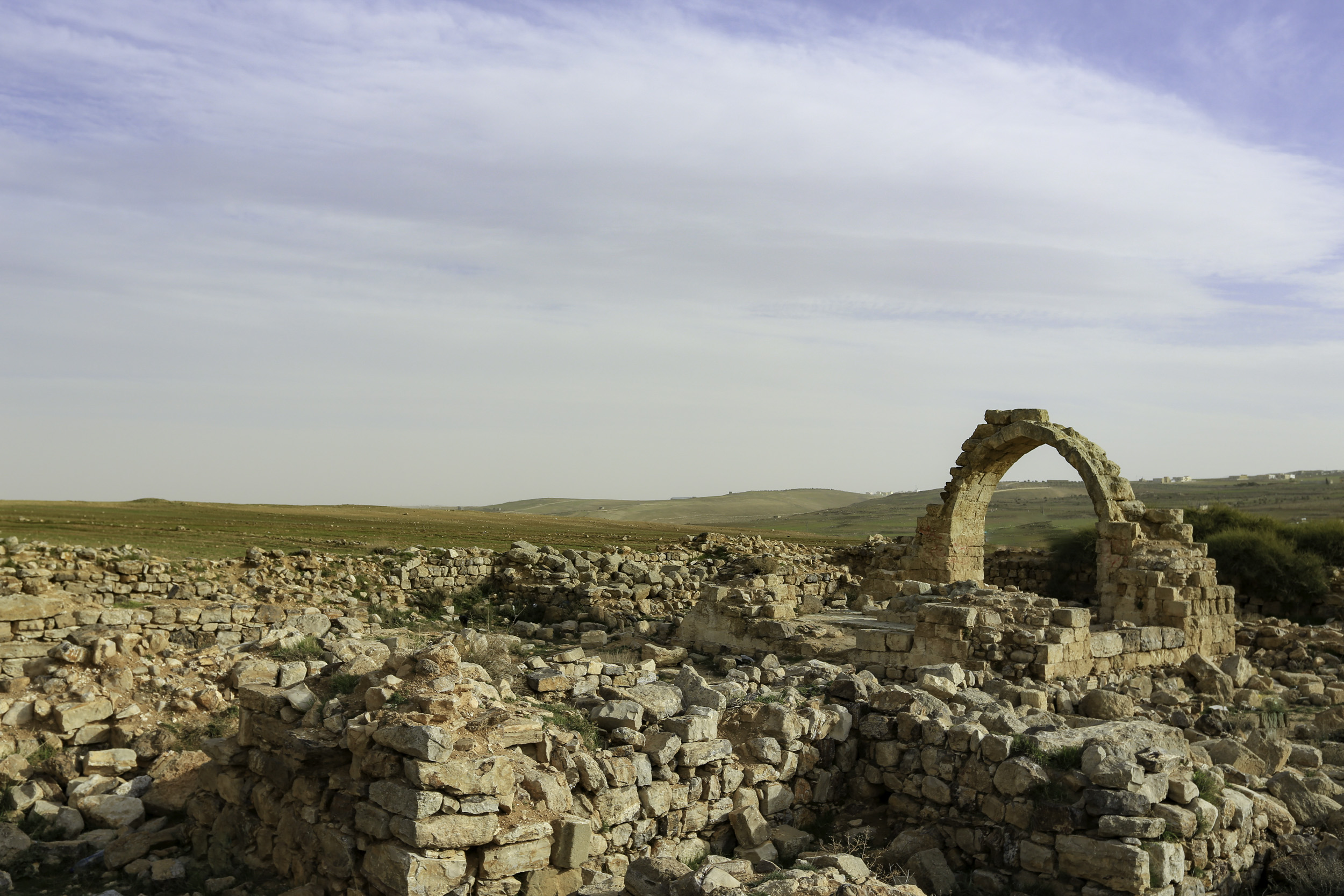
محل نبرد موته اردن الهاشمی

سپاه اسلام راه شام را پیش گرفت و در راه آگاه شدند که هراکلیوس، امپراتور روم با ۱۰٬۰۰۰ سرباز در آن حدود اردو زده و حتی از قبیله‌های مرزنشین شام یاری گرفته‌است.
با کشته شدن فرماندهان برگزیدهٔ محمد، مردی به نام ثابت بن ارقم پرچم را برداشت؛ سپاهیان از او خواستند که فرماندهی را برعهده بگیرد اما او نپذیرفت. آن‌گاه خالد بن ولید که به تازگی اسلام آورده بود، فرماندهی را پذیرفت. خالد پیش از آن فرمانده یک بخش سواره نظام ۵۰۰ نفری سپاه بود. در زمان فرماندهی خالد، سه بخش سپاه از دست رفته بود و ۱۵۰۰ تن کشته شده بودند.
خالد، در نیمه‌شب به جابه‌جایی نیروها پرداخت. وی دستور داد که مسلمانان نیمه‌شب به نقطه‌ای دور بروند و با دادن شعار به اردوگاه بازگردند. وی همچنین عده‌ای سواره‌نظام را به عقب فرستاد و سپس دستور داد که در بازگشت به قدری تند بروند که گرد و خاک به آسمان برسد. خالد خواسته بود تا از این راه دشمن، گمان کند که نیروهای کمکی برای مسلمانان رسیده و نیروی آنان افزایش یافته‌است.
خالد به قدری پیش رفت که به فرمانده حارث بن ابی‌شمر رسید و آن مرد را که به نام ملک بن بلاوی خوانده می‌شد، کشت.
سپاه اسلام، به فرمان خالد عقب نشست. خالد، توانست هزار تن از مسلمانان را به مدینه بازگرداند.

## کشته شدگان سرشناس
1. زید بن حارثه
2. جعفر بن ابی‌طالب
3. عبدالله بن رواحه
4. مسعود بن الأسود
5. وهب بن سعد
6. عبادة بن قیس
7. عمرو بن سعد
8. الحارث بن النعمان بن إساف
9. سراقة بن عمرو
10. أبو کلاب بن أبی صعصعة
11. جابر بن أبی صعصعة
12. عامر بن سعد